# Харрис, Роб (хоккеист)
Роберт Бартон (Роб) Харрис (англ. Robert Barton (Rob) Harris; род. 4 декабря 1953, Омаха, Небраска) — американский хоккеист, нападающий; гольфист. Участник зимних Олимпийских игр 1976 года.

## Биография
Роб Харрис родился 4 декабря 1953 года в американском городе Омаха.
Играл в хоккей с шайбой на позиции нападающего. Начал карьеру в сезоне-1970/71, выступая за «Розо» в лиге средних школ Миннесоты.
В 1971—1975 годах играл за команду Миннесотского университета «Миннесота Голден Гоферз» в чемпионате NCAA. За четыре сезона провёл 140 матчей, набрал 83 (42+41) очка. В 1974 году стал чемпионом лиги, в 1975 году — финалистом.
В 1975—1976 годах выступал за сборную США, провёл 62 матча, набрал 35 (13+22) очков.
В 1976 году вошёл в состав сборной США по хоккею с шайбой на зимних Олимпийских играх в Инсбруке, занявшей 5-е место. Играл на позиции нападающего, провёл 6 матчей, набрал 4 (1+3) очка, забросив шайбу в ворота сборной Финляндии.
В дальнейшем стал гольфистом. Начав в качестве любителя, в 1976—1977 году он играл в туре Профессиональной ассоциации гольфистов. Вернувшись в любители, в 1993 году выиграл чемпионат США. Играл за несколько команд в Кубке Уокера, но позднее вновь стал профессионалов и выступал в чемпионском туре США.